# Papagomys
Papagomys és un gènere de rosegadors de la família dels múrids. Les dues espècies d'aquest grup són oriündes de l'illa de Flores (Indonèsia). L'espècie vivent, P. armandvillei, té una llargada de cap a gropa de 41–45 cm i la cua de 33–37 cm. L'espècie extinta, P. theodorverhoeveni, és coneguda a partir de restes subfòssils d'entre 3.000 i 4.000 anys d'antiguitat.